# Kerteszomyia hainanesis
Kerteszomyia hainanesis är en tvåvingeart som beskrevs av Huo 2008. Kerteszomyia hainanesis ingår i släktet Kerteszomyia och familjen blomflugor. Inga underarter finns listade i Catalogue of Life.